# علی عبدی
علی عبدی (عربی: علي عبدي؛ زادهٔ ۲۰ دسامبر ۱۹۹۳) بازیکن فوتبال اهل تونس است.
از باشگاه‌هایی که در آن بازی کرده‌است می‌توان به باشگاه فوتبال کان، باشگاه فوتبال القیروانیه، باشگاه فوتبال آفریقایی، باشگاه فوتبال الملعب تونس، باشگاه فوتبال پاریس، و باشگاه فوتبال اسپرانس تونس اشاره کرد.
وی همچنین در تیم‌های ملی فوتبال زیر ۲۳ سال تونس و تونس بازی کرده‌است.